# Dingqi
Dingqi (kinesiska: 丁旗) är ett stadsdelsdistrikt i sydvästra Kina. Det ligger i det autonoma häradet Zhenning i staden Anshun i provinsen Guizhou, omkring 110 kilometer sydväst om provinshuvudstaden Guiyang. Antalet invånare är 29397. Befolkningen består av 14 257 kvinnor och 15 140 män. Barn under 15 år utgör 27,0 %, vuxna 15-64 år 63 %, och äldre över 65 år 9,0 %.